# Munimio
Munimio, Mumio o Munio fue un eclesiástico hispano, obispo católico de la diócesis de Calahorra entre los siglos VI y VII.
Contemporáneo de los reyes visigodos Recaredo, Liuva II, Witerico, Gundemaro y Sisebuto, fue sufragáneo del obispo metropolitano de la provincia Tarraconense. 
Consta su asistencia al III Concilio de Toledo celebrado el año 589, al de Zaragoza del 592, al de Barcelona del 599, al sínodo de Gundemaro del 610 y al concilio de Egara del 614.